# Ri Chol-guk
Ri Chol-guk (koreanisch 이철국; * 25. Dezember 1985 in Pjöngjang) ist ein nordkoreanischer Tischtennisspieler. Er nahm an den Olympischen Spielen 2008 teil. Sein Land vertrat er bei bisher sechs Weltmeisterschaften und holte bei den Asienspielen 2010 mit der Mannschaft eine Bronzemedaille.

## Turnierergebnisse
| Verband | Veranstaltung     | Jahr | Ort       | Land | Einzel     | Doppel    | Mixed      | Team       | U-21          |
| ------- | ----------------- | ---- | --------- | ---- | ---------- | --------- | ---------- | ---------- | ------------- |
| PRK     | Olympische Spiele | 2008 | Peking    | CHN  | letzte 128 |           |            |            |               |
| PRK     | Asienspiele       | 2010 | Guangzhou | CHN  |            |           |            | Halbfinale |               |
| PRK     | Pro Tour          | 2003 | Guangzhou | CHN  | Qual.      | letzte 64 |            |            | Viertelfinale |
| PRK     | Pro Tour          | 2002 | Qingdao   | CHN  | Qual.      | letzte 32 |            |            |               |
| PRK     | Weltmeisterschaft | 2011 | Rotterdam | NED  | letzte 64  | letzte 32 | letzte 64  |            |               |
| PRK     | Weltmeisterschaft | 2010 | Moskau    | RUS  |            |           |            | 13         |               |
| PRK     | Weltmeisterschaft | 2008 | Guangzhou | CHN  |            |           |            | 25         |               |
| PRK     | Weltmeisterschaft | 2007 | Zagreb    | CRO  | letzte 128 | letzte 64 | letzte 64  |            |               |
| PRK     | Weltmeisterschaft | 2006 | Bremen    | GER  |            |           |            | 27         |               |
| PRK     | Weltmeisterschaft | 2005 | Shanghai  | CHN  | letzte 128 |           | letzte 128 |            |               |